# Пем і Томмі
Пем і Томмі (англ. Pam & Tommy) — американський біографічний драматичний телевізійний мінісеріал, заснований на відносинах барабанщика Mötley Crüe Томмі Лі та акторки Памели Андерсон. Режисером серіалу виступив Крейг Гіллеспі, а сценаристом — Роб Сіґел. Мінісеріал вийшов на платформі Hulu. У головних ролях: Лілі Джеймс і Себастіян Стен у ролі Памели Андерсон і Томмі Лі.

## Сюжет
Серіал розповідає про шлюб між Памелою Андерсон і Томмі Лі після виходу сумнозвісного інтимного відео, яке було приховано записано під час їхнього медового місяця.

## Актори та персонажі

### Основний склад
- Лілі Джеймс — Памела Андерсон
- Себастіян Стен — Томмі Лі
- Сет Роґен — Ренд Готьє
- Нік Офферман — дядько Мілті
- Тейлор Шиллінг — Еріка Готьє

### Другорядні ролі
- Пепі Сонуга — Мелані
- Ендрю Дайс Клей — Бутчі
- Можан Марно — Гейл Чвацкі
- Фред Хехінгер — Сет Варшавський
- Пол Бен-Віктор — Річард Олден, адвокат
- Майк Сілі — Г'ю Гефнер